# Лукоморье. Няня
«Лукоморье. Няня» — российский рисованный мультфильм 2000 года режиссёра Сергея Серёгина. Кинокомпания «Мастер-фильм» выпустил мультфильм в честь 200-летия со дня рождения Александра Сергеевича Пушкина.

## Сюжет
Няня Арина Родионовна рассказывала маленькому Саше Пушкину много чудесных сказок. Когда он вырос, то приезжал навестить няню. Пушкин гулял по родным местам и представлял, что это Лукоморье, и здесь из воды выходят 33 богатыря, русалка ныряет прямо с ветви дуба, заколдованная красавица спит в хрустальном гробу, а кот, живущий у няни, ходит по веткам дуба и читает из пушкинской тетради.

## Роли озвучивали
- Наталья Крачковская (няня),
- Дмитрий Ячевский, Владимир Орёл.
- Вокал — Лариса Кандалова.

## Фестивали и награды
- «Лукоморье. Няня» — призы[1] :
  - Гран-при фестиваля «Анимаевка», Могилёв, 2000;
  - Приз фестиваля «Дебют-Кинотавр», 2000;
  - Приз фестиваля «Аниграф», 2000;
  - Специальный приз жюри VII кинофестиваля «Литература и кино», Гатчина, 2001.[2]

## Отзыв критика
Появились уникальные поэтические авторские эссе: «Лукоморье. Няня» Сергея Серёгина, исполненная тонкости и юмора поэма о взаимоотношениях Поэта с его «музой»-няней.
— Лариса Малюкова «СВЕРХкино», стр. 313-314